# Gulfstream American GA-7 Cougar
Pour les articles homonymes, voir Cougar (homonymie).
Le Gulfstream American GA-7 Cougar est un avion de tourisme bimoteur conçu et réalisé aux États-Unis dans le courant des années 1970. Une inefficace tentative de commercialisation sous licence française a eu lieu dans les années 1990 avec la SOCATA.

## Historique

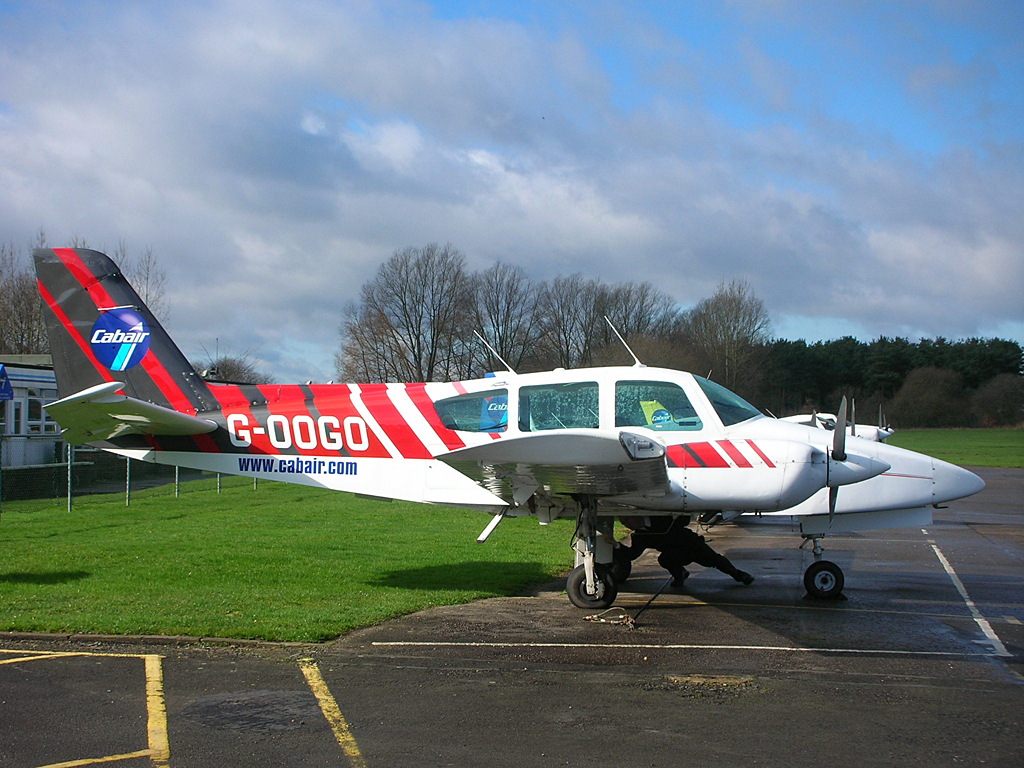
Gulfstream American GA-7 Cougar immatriculé au Royaume-Uni.

### Développement
En 1973 les responsables de Gulfstream American cherchèrent à transformer en bimoteur le monomoteur de tourisme AA-5 alors en cours de production. Ils demandèrent aux ingénieurs aéronautiques de concevoir un tel avion en conservant les caractéristiques générales de la cabine. Le nouvel avion reçut la désignation de Gulfstream American GA-7 Cougar.
Rapidement il devint évident que l'avion devait aussi être apte aux vols d'entraînement. Il devait donc être doté d'une double-commande, l'une pour l'élève et l'autre bien entendu pour son instructeur.
Le prototype réalisa son vol inaugural en décembre 1974. Ses moteurs Lycoming O-320-D1D avaient chacun une puissance nominale de 160 chevaux et entraînaient une hélice bipale en métal.
Ce n'est qu'en janvier 1977 que le premier avion de série ne quitta le sol. Plus de deux ans de travail avaient été nécessaire pour rectifier les imperfections du prototype, notamment au niveau de l'empennage et de la cabine.

### Commercialisation
Ce premier Gulfstream American GA-7 Cougar fut livré en février 1977. Il fut suivi par cent quinze exemplaires de série jusqu'à la fin de la production en 1979. Les clients de l'avion étaient principalement américains, canadiens, ouest-européens, et japonais.
Il est signalé que l'avion n'a été vendu à aucun client militaire.

## Le SOCATA TB-360 Tangara
En 1995 la SOCATA fit l'acquisition des droits de production et de commercialisation de l'avion. Elle prévoyait alors de le produire en série sous la désignation de SOCATA TB-360 Tangara.
Les pourparlers entre l'avionneur français et son homologue américain avaient initialement portée sur une version strictement identique au GA-7 Cougar et désigné TB-320 Tangara. Cependant il fut rapidement évident que l'avion devait être remotorisé. C'est pourquoi l'appellation changea définitivement en TB-360 Tangara.
Le TB-360 Tangara disposait désormais de deux moteurs Lycoming O-360 de 180 chevaux chacun. L'avion reçut l'immatriculation provisoire F-WWRS. Le prototype réalisa son premier vol à la mi-1996. Le premier exemplaire de série fut vendu en 1998. Cependant la production française s'arrêta un an plus tard, l'avion faisant alors concurrence avec un autre avion de la Socata, le TMB-700 à turbopropulsion.
Six avions de série seulement ont été assemblés.

## Aspect techniques
Hormis leurs différentes motorisations le Gulfstream American GA-7 Cougar et le Socata TB-360 Tangara sont quasi identiques. Ce sont tous deux des monoplans à aile basse cantilever. Ils sont dotés d'une cabine permettant l'accueil de trois passagers en plus du pilote. Leur usinage est intégralement métallique.
Les deux avions sont dotés du même train d'atterrissage tricycle escamotable.

## Aéronefs comparables
- Piper PA-34
- Cessna 310
- Beechcraft Duchess

## Sources et références

### Sources internet
- (en) Page airliners du GA-7 Cougar.
- (ru) Page airwar du TB-360 Tangara.

### Sources bibliographiques
- Michel Marmin, Encyclopédie "Toute l'aviation", Editions Atlas, 1993.